# Loire-Atlantique
Loire-Atlantique (IPA: [ˌlwaʁatlɑ̃ˈtik]; régi neve Loire-Inférieure volt) a 83 eredeti département egyike, amelyeket a francia forradalom alatt 1790. március 4-én hoztak létre.

## Elhelyezkedése
A Franciaország nyugati részén, Loire mente régióban található megye keletről Maine-et-Loire, délről Vendée, északról pedig Morbihan, Ille-et-Vilaine és Mayenne megyékkel szomszédos, nyugaton az Atlanti-óceánnal határos.

## Települések
A megye jelentősebb települései és népességük 2011-ben:
| Település                 | Népesség |
| ------------------------- | -------- |
| Nantes                    | 287 845  |
| Saint-Nazaire             | 67 031   |
| Saint-Herblain            | 43 153   |
| Rezé                      | 34 425   |
| Saint-Sébastien-sur-Loire | 25 017   |
| Orvault                   | 24 504   |
| Vertou                    | 21 443   |
| Couëron                   | 18 591   |
| Carquefou                 | 17 805   |
| La Chapelle-sur-Erdre     | 17 300   |
| La Baule-Escoublac        | 16 040   |
| Bouguenais                | 18 194   |
| Guérande                  | 15 693   |

## Galéria

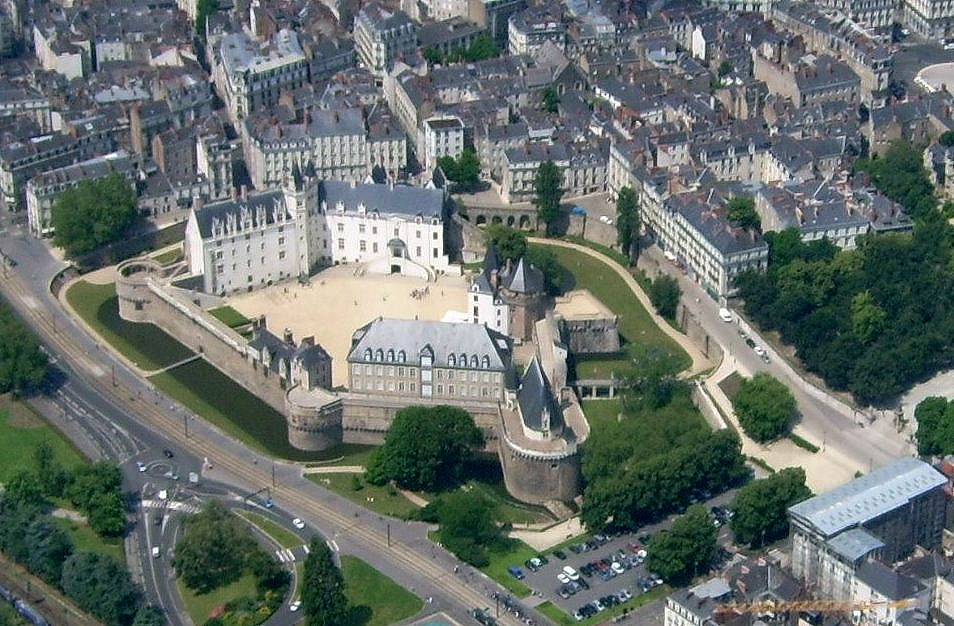
Nantes
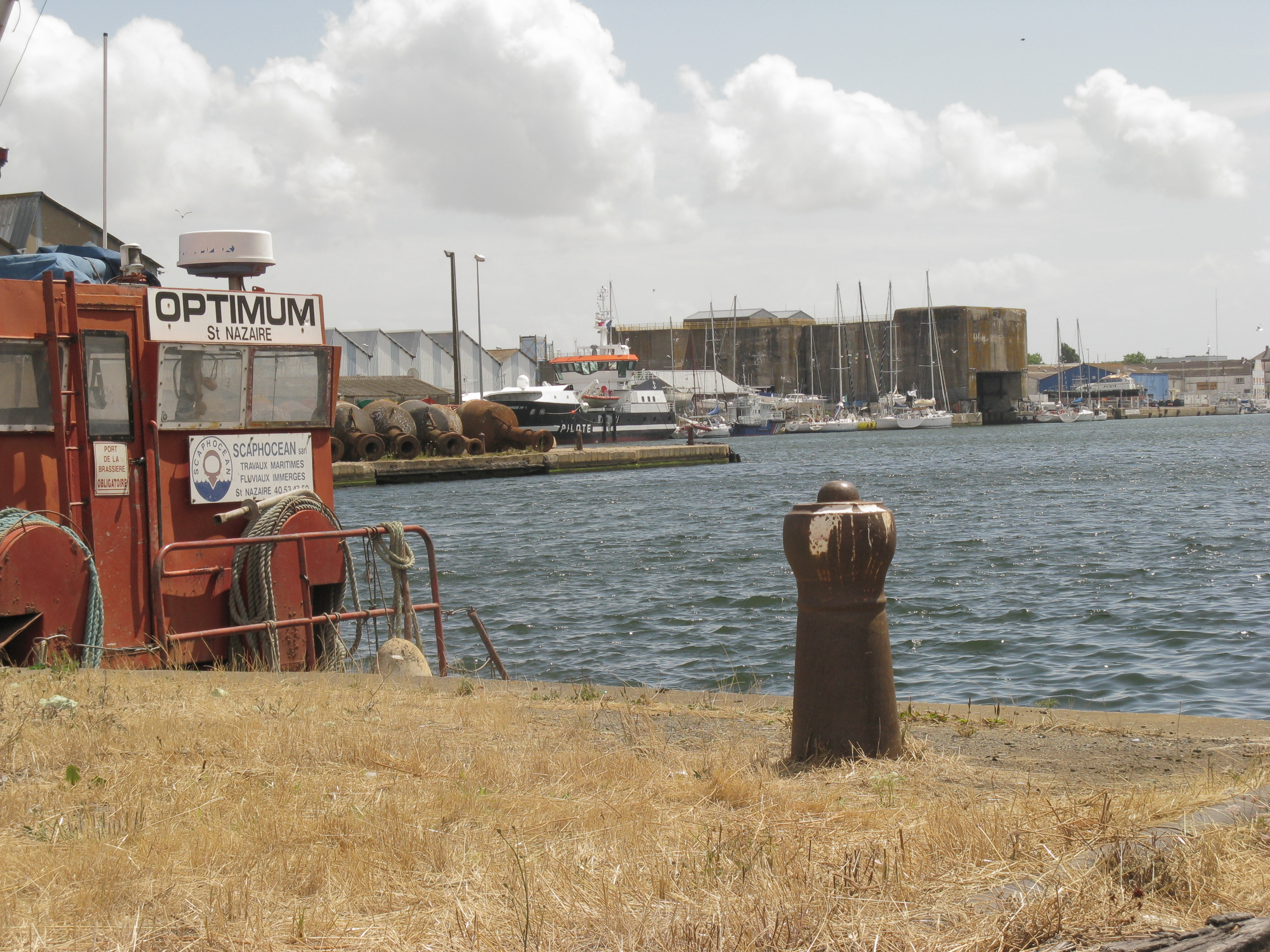
Saint-Nazaire
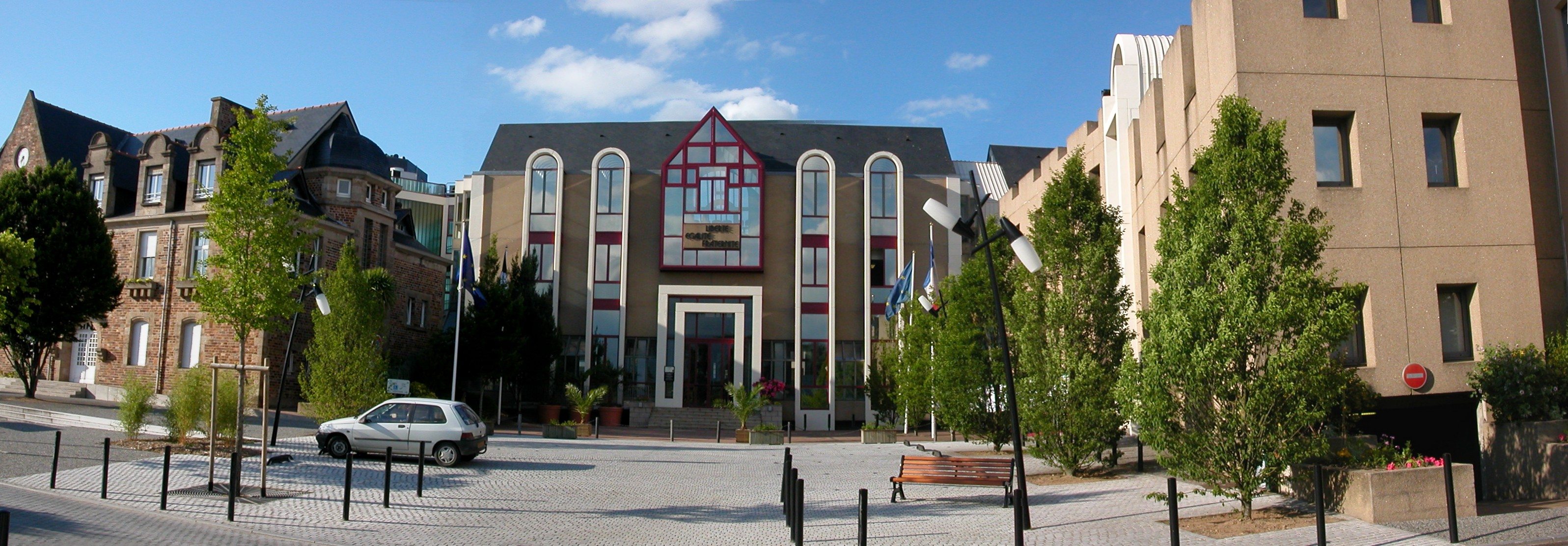
Saint-Herblain
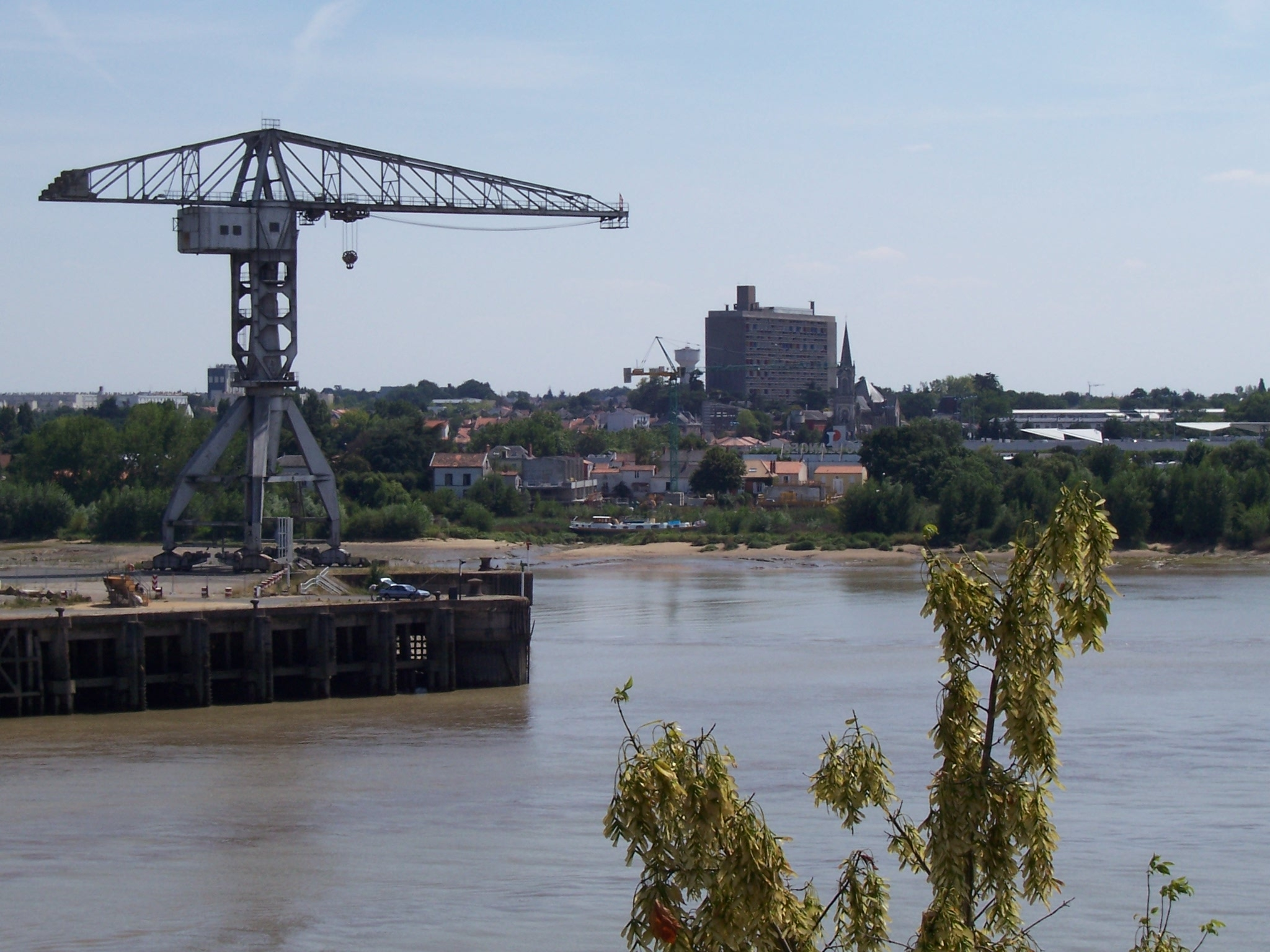
Rezé